# Păcatul dragostei
Păcatul dragostei (titlul original: în spaniolă Pecado de amor) este un film dramatic muzical coproducție hispano-italiană, realizat în 1961 de regizorul Luis César Amadori după un subiect de Jesús María de Arozamena, protagoniști fiind actorii Sara Montiel, Reginald Kernan, Rafael Alonso și Mario Girotti.

## Rezumat
Într-o închisoare pentru femei, sora Belén simte afecțiune față de cea mai nestăpânită dintre deținute, la care nu ezită să-și dezvăluie trecutul pentru a obține pocăința fetei. Evocându-și viața, sora Belén își amintește de vremea când o chema Magda și era o celebră cântăreață de cabaret. Era atrăgătoare, tânără și admirată de public, avea de toate, dar trei bărbați foarte diferiți ajung să-i marcheze destinul. O soartă care se opune inexorabil fericirii ei.

## Distribuție
- Sara Montiel – Magda Beltrán / sora Belén
- Reginald Kernan – Adolfo Vega Linares
- Rafael Alonso – maestrul Miranda
- Gérard Tichy – Gerardo Esquivel
- Mario Girotti – Ángel Vega
- Alessandra Panaro – Esperanza
- Ana María Custodio – sora Vega
- Ana María Noé – Bella
- Clelia Mattania – Sirvienta de Magda
- Xan das Bolas – Sereno
- Jorge Llopis – funcționarul de la fisc
- María Silva – iubita și soția lui Ángel Vega
- Isabel Pallarés – sora Maria
- Eleonora Bianchi – Aurora
- Diego Hurtado – secretarul lui Adolfo Vega
- Pilar Gómez Ferrer – Rosalia
- Ángel Menéndez – agentul lui Magda
- Mario Morales – avocatul apărări
- José María Labernié – portarul hotelului
- Francisco Bernal – ospătarul

## Producție
Regizorul Luis Cesar Amadori, cu care Montiel a lucrat deja în două ocazii anterioare (La violetera și Ultimul meu tangou), regizează acest film realizat spre gloria mai mare a vedetei din La Mancha, care cu această ocazie este însoțită de actorii Reginald Kernan, Rafael Alonso și de un foarte tânăr Mario Girotti, mai târziu cunoscut sub numele său de scenă: Terence Hill.

## Lansare
Filmul Păcatul dragostei a avut premiera în Italia pe data de 31 octombrie 1961.
În România premiera filmului a avut loc la data de 5 ianuarie 1970 la „Sala Palatului” din capitală.